# Riadh Bahri
Riadh Bahri (* 26. Juli 1988 in Köln) ist ein belgischer Journalist und Autor. Er moderiert seit 2022 Spätausgaben des VRT NWS Journaal, des Hauptnachrichtenprogramms der flämischen öffentlich-rechtlichen Rundfunkanstalt VRT.

## Biographie
Riadh Bahri wurde in Köln geboren, zog aber schon früh mit seinen Eltern nach Wetteren. Seine Mutter ist Belgierin, sein Vater Tunesier. Bahri besuchte das Gymnasium Atheneum Voskenslaan in Gent. Anschließend studierte er Sprache und Literatur an der Universität Gent und absolvierte ein Praktikum bei dem Fernsehsender Vlaamse Radio- en Televisieomroeporganisatie (VRT) beim Fernsehprogramm Karrewiet absolvieren.
Bahri arbeitet seit dem 15. August 2009 für den VRT, zunächst hinter den Kulissen, später als Journalist und Reporter. Sein erster großer Auftrag war die Berichterstattung über die belgischen Bundestagswahlen 2010 für die Fernsehsendung Terzake. Bahri hat sich auf die Luftfahrt spezialisiert und selbst fliegen gelernt. 
Bahri ist seit Juni 2020 verheiratet. Im Herbst dieses Jahres war er einer der Kandidaten bei „De Slimste Mens ter Wereld“. Er überstand vier Teilnahmen und gewann zwei. Bahri wurde für die Finalwochen ausgewählt. Zwei Jahre später nahm er an „De Allerslimste Mens ter Wereld“ teil, wo er schließlich den sechsten Platz belegte. Im Dezember 2020 wurde er von Radio 2 zum „Journaalreporter des Jahres“ gekürt. Im Jahr 2022 wurde Bahri Moderator der Webserie #BelRiadh, in der er alle zwei Wochen mit jungen Menschen spricht. Im Dezember 2023 nahm er am Weihnachtsspecial von Bake Off Flanders teil.

## Schriften
- Depressief? Loser! – Over keihard vallen en weer opstaan. Borgerhoff & Lamberigts, Gent 2015, ISBN 978-90-8931-579-3.
- Uit de kast, in de kast. Pelckmans, Kalmthout 2022, ISBN 978-94-6401-690-1.